# Алеге, Алексис
Алекси́с Алеге́ Эланди́ (фр. Alexis Alégué Elandi; 23 декабря 1996 года, Яунде, Камерун) — камерунский и французский футболист, нападающий клуба «Яблонец».

## Клубная карьера
Алег является воспитанником французского клуба «Нант». Окончил в 2014 году его академию, с того же года - игрок второй команды. Дебютировал в её составе 16 августа в поединке против «Понтиви». 2 мая 2015 года забил свой первый мяч в профессиональном футболе - первый из двух в игре против «Конкарно». Всего в дебютном сезоне провёл 14 встреч.
В сезоне 2015/2016 стал попадать в главную команду, стал тренироваться с основным составом. 4 ноября 2015 года дебютировал в Лиге 1 поединком против «Ниццы». Алег вышел на поле в стартовом составе и уже на 11-й минуте смог отличиться. В том же месяце провёл ещё две игры, однако после был возвращён во вторую команду. Однако прежде, 26 ноября 2015 года подписал свой первый профессиональный контракт сроком до лета 2019 года.
Сезон 2016/2017 начал на скамейке запасных. После того, как появился на замене в концовках двух встреч против «Монако» и «Бордо», был снова возвращён во вторую команду.